# باب وایت (هاکی روی یخ)
باب وایت (انگلیسی: Bob White؛ زادهٔ ۲۲ ژوئیهٔ ۱۹۳۵) بازیکن هاکی روی یخ اهل کانادا بود.